# Christian Frederick Matthaei
Christian Frederick Matthaei (ur. 4 marca 1744 w Mücheln, zm. 14 września?/26 września 1811 w Moskwie) – paleograf, filolog klasyczny, profesor najpierw w Wittenberdze następnie w Moskwie.

## Życie i dzieło
Był rektorem Uniwersytetu Marcina Lutra w Halle i Wittenberdze. W 1803 roku został profesorem literatury klasycznej na Uniwersytecie Moskiewskim. W Moskwie zastał wielką liczbę greckich rękopisów, zarówno biblijnych jak i patrystycznych, przywiezionych z Athos (w 1655), w ogóle nie skolacjonowanych i niemal całkowicie nieznanych w Europie zachodniej. Osobiście skolacjonował siedemdziesiąt rękopisów samego tylko Nowego Testamentu. Zgromadził też cytaty biblijne z pism Jana Chryzostoma. W latach 1782–1788 wydał w Rydze w 12 tomach, tekst greckich rękopisów Nowego Testamentu oraz rękopisów Wulgaty. Wydany przezeń tekst ma jednak małą wartość tekstualną, ponieważ bazuje na późnych rękopisach, jednak jego aparat krytyczny ma swoją wartość.
Matthaei posiadał wyjątkową zdolność odczytywania greckich rękopisów, pisanych dowolnym charakterem, z każdej epoki. Po jego śmierci okazało się, że skradł wiele rękopisów przechowywanych w Moskwie, zarówno rękopisów dzieł klasycznych, patrystycznych i biblijnych. Niektóre z nich przywłaszczył do swojej prywatnej biblioteki, inne natomiast sprzedawał bibliotekom w Niemczech (Drezno) i Holandii. W taki sposób wywiezione zostały z Rosji rękopisy Iliady Homera, dzieł Eurypidesa, rękopisy biblijne. Część tych rękopisów została z powrotem zabrana do Rosji, po zajęciu wschodnich Niemiec w roku 1945. Jednym z takich rękopisów jest minuskuł 238.

## Dzieła
1. Lectiones Mosquenses (Leipzig 1779).
2. D. Pavli Epistolae ad Thessalonicenses et Ad Timotheum Graece et Latine (1782-1785).
3. D. Pauli Epistola I. et II. ad Corinthios, Graece et Latine (1783).
4. Joannis Apocalypsis Graece et Latine (1785).
5. Vetustum ecclesiae Graecae, Constantinopolitanae, ut videtur, Evangeliarum bibliothecae Serenissimi Ducis Saxo-Gothani. / Nunc primo totum ad cognoscendam liturgiam Graecorum accuratius examinavit et adjectis variantibus sacri contextus lectionibus edidet. Breitkopf, Leipzig, 1791.
6. XIII epistolarum Pauli codex Graecus cum versione latine veteri vulgo Antehieronymiana olim Boernerianus nunc bibliothecae electoralis Dresdensis, Meissen, 1791.
7. Novum Testamentum Graece et Latine (Riga, 1782-1788).
8. Novum Testamentum Graece. Wittenberg 1803. tomus
9. Novum Testamentum graece ... (1804)